# Denticeps clupeoides
A Denticeps clupeoides a csontos halak (Osteichthyes) főosztályának sugarasúszójú halak (Actinopterygii) osztályába, ezen belül a heringalakúak (Clupeiformes) rendjébe és a Denticipitidae családjába tartozó Denticeps nem egyetlen faja.

## Előfordulása
Afrika nyugati részén, Benin, Nigéria és Kamerun folyóiban él.

## Megjelenése
Testhossza 15 centiméter.

## Életmódja
20–25 °C-os vízben érzi jól magát.